# Bosenské království
Bosenské království (bosensky/srbochorvatsky Kraljevina Bosna, Краљевина Босна, Bosansko kraljevstvo, Босанско краљевство) byl středověký státní útvar rozkládající se na Balkánském poloostrově.

## Dějiny
Bosenské království vzniklo povýšením Bosenského banátu (1154–1377) na království. Bosna nabyla nezávislosti v průběhu 13. a 14. století, než byla přidružena k zemím Svatoštěpánské koruny. Historicky, kulturně i politicky se Bosna utvářela na pomezí svých dvou mocnějších sousedů, mezi Uhrami, resp. Chorvatskem, na severu a Byzantskou říší, resp. Srbskem čili Raškou, na východě. V 15. století království podlehlo rychle expandující Osmanské říši.

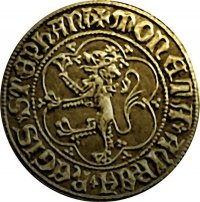
Zlatá mince Štěpána Tvrtka I.

V roce 1377 vzniklo první nezávislé Bosenské království. Jeho prvním vladařem byl Štěpán Tvrtko z rodu Kotromanićů, korunovaný ve věku 15 let v obci Mile (někteří historici uvádějí klášter Mileševa) poblíž Visoka. V této době Bosna dosahuje svého největšího rozmachu. Na severu ji ohraničuje řeka Sáva, na jihu pak ostrovy Hvar a Korčula. V tehdejším náboženském životě země sice dominovalo katolické křesťanství, pevné postavení měla i křesťanská odnož zvaná bogomilství. To bylo vnímáno pro západní a východní křesťanství jako velké nebezpečí a bylo proti němu razantně vystupováno jak v pravoslavných, tak katolických státech, až se ho nakonec podařilo vykořenit. V Bosně ale působí bogomilové až do zániku státu v polovině 15. století, když zemi dobyli Osmané postupující od Bosporu severozápadním směrem do nitra Evropy.

## Titul bosenských panovníků
Tvrtko I. se v roce 1356 ozančil za bána „celé Bosny a celé Usory a Soli“ (čitave Bosne i čitave Usore i Soli). Po vyhlášení Bosenského království bylo území Soli včleněno do titulu panovníků odděleně od Usory. Celý titul zněl: „Kralj Srbljem, Bosni, Primorju, Hlmsci Zemli, Zapadnim Stranam, Dolnim Krajem, Usori, Soli, Podrinju i k tomu“.

## Seznam bosenských králů

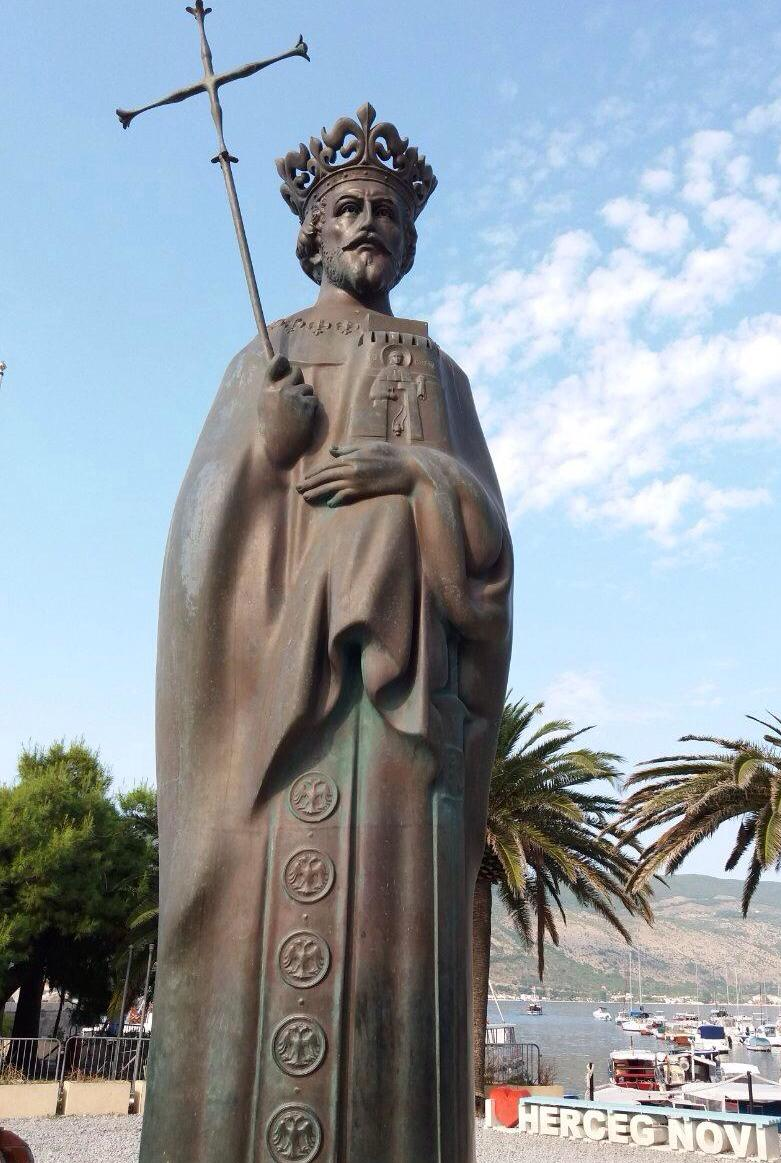
Štěpán Tvrtko I. ve městě Herceg Novi

Králové z dynastie Kotromanićů:
- Štěpán Tvrtko I., 1377–1391
- Štěpán Dabiša, 1391–1395
- Helena I. Hrubá, 1395–1398
- Štěpán Ostoja, 1398–1404
- Štěpán Tvrtko II., 1404–1408
- Štěpán Ostoja, 1409–1418
- Štěpán Ostojić, 1419–1421
- Štěpán Tvrtko II., 1421–1443
- Štěpán Tomaš, 1444–1461
- Štěpán Tomašević, 1461–1463[3]

## Rekonstrukce praporu

válečný Štěpána Tvrtka I.
královský Štěpána Tvrtka I. (z pečeti)
královský Štěpána Tvrtka I.